# Бесплатка

Газета безкоштовних оголошень Бесплатка

Бесплатка — платформа онлайн-оголошень, що охоплює всю Україну і слугує майданчиком для покупки, продажу або обміну товарами та послугами. Станом на 2019 рік ресурс besplatka.ua увійшов у топ-25 сайтів України за відвідуваністю за даними рейтингу BigMir. Також під брендом «Бесплатка» у Дніпрі виходить щотижнева газета рекламних оголошень накладом 100 000 екземплярів.
Онлайн-платформа Бесплатка входить в трійку лідерів сайтів оголошень в Україні.

## Історія
Бесплатка була заснована у 2008 році як «Видавничий дім Бесплатка». У лютому 2008 році вийшов перший номер газети «Бесплатка» в Луганську.
У 2009 році Бесплатка стала найпопулярнішою газетою Луганська із накладом 100 000 екземплярів щотижня.
У 2011 році було відкрито регіональне представництво у Донецьку. Цього ж року був запущений вебсайт besplatka.ua, як регіональний (Луганська та Донецьк) сайт приватних оголошень.
У 2012 році видавничий дім Бесплатка потрапив у список найкращих видавничих домів України. У цьому ж році видавничий дім посів 7-ме місце по охопленню друкованої преси Донецька згідно із показником «Аудиторія щотижневих видань за півроку».
У 2013 році видавничий дім Бесплатка був визнаний одним з найкращих в Україні.
У 2013 році видавничий дім Бесплатка очолив список ЗМІ за охопленням аудиторії друкованої преси Донецька за показником «Аудиторія щотижневих видань за півроку».
За підсумками 2013 року увійшла в топ-10 видавничих домів України за величиною рекламних бюджетів.
У 2014 році Бесплатка відкрила регіональне представництво у Дніпрі.
У 2015 році вебсайт besplatka.ua був переформатований із регіональної дошки оголошень на загальнонаціональний сайт-класіфайд, як от OLX, auto.RIA, тощо.
У 2019 році вебсайт besplatka.ua увійшов у топ-25 сайтів України за відвідуваністю за даними рейтингу BigMir.
З жовтня 2019 року газета у Дніпрі перестала виходити в друк.
19 вересня 2023 року сайт змінив адресу на bon.ua.

## Сервіс і можливості
Для подачі оголошення не потрібно обов'язкова реєстрація. Однак, створення особистого кабінету надасть користувачеві бесплатки певні переваги: додаткові можливості (набір інструментів з управління публікаціями), продовження термінів розміщення оголошень.
У 2018 році сервіс інтегрувався із BankID.
Також є можливість автоматичного перенесення оголошень із інших сайтів-оголошень на сайт Бесплатки.

## Власник торгової марки «Бесплатка»
Відповідно до записів про домен у сервісі hostmaster.ua, номер свідоцтва на торгову марку на основі якої делеговано домен besplatka.ua — 105664. У відкритій БД «Зареєстровані в Україні знаки для товарів і послуг» Українського інституту інтелектуальної власності заявником і власником торгової марки є Голик Юрій Юрійович.